# Право на Европейския съюз
Правото на Европейския съюз е уникална автономна система, имаща наддържавен характер за страните членки. Системата на правото на ЕС се състои от йерархично организирани правни норми, непосредствено приложими във всяка държава членка.